# Candy Candy
Candy Candy (japonsky キャンディ・キャンディ♡, Kjandi Kjandi) je japonské romantické dílo od autorky Kjóko Mizuki, jež vzniklo v roce 1975 jako třídílný román, dále jako série manga, kterou ilustrovala Jumiko Igarašiová, a také jako televizní seriál ve stylu anime, který režíroval Tecuo Imazawa. Později vzniklo i několik menších a krátkých filmů o Candy Candy. Hlavní hrdinkou série je dívka jménem Candice White Ardley (někdy nesprávně transkribováno jako Candice White Andrew), jež žije od narození jako sirotek, a každý ji říká zkráceně Candy (výslovnost: Kendy).

## Vznik
Candy Candy se poprvé objevilo jako román od známé japonské spisovatelky Keiko Nagitaové, která je lépe známá pod svým pseudonymem Kjóko Mizuki. Román byl hotov v dubnu 1975, ale zatím nebyl vydán. Mizuki o něco dříve navázala spolupráci s kreslířkou mang Jumiko Igarašiovou, začal se o nevydaný příběh zajímat časopis Nakajoši, který Candy Candy vydával jako seriálovou mangu po následující čtyři roky do 1979. V roce 1977 vyhrálo toto dílo první místo v kategorii šódžo v soutěži Kodanša Manga Award. Na základě rostoucí popularity mezi Japonci se v roce 1976 rozhodlo o adaptaci příběhu do televizního anime seriálu z dílny studia Tóei Animation, jehož natáčení bylo dokončeno také až v roce 1979. Na motiv Candy Candy vznikly i čtyři krátké filmy. V České republice byl seriál dvakrát odvysílán v letech 1995-96 na tehdejší stanici Premiéra TV, od té doby nebyl reprízován. Český dabing Candy byl oficiálně z televizního archivu smazán, dochoval se pouze na VHS nahrávkách tehdejších diváků.

### Román
Román byl nakonec vydán se zpožděním a jako třídílný, pouze v japonském jazyce pro japonský trh. Dílo se nikdy nedočkalo oficiálního překladu do jiných jazyků. První dva díly vyprávějí přibližně stejný příběh jako adaptace do mangy a anime, avšak třetí díl, který vyšel až po zveřejnění deváté řady mangy, je pro mimojaponské příznivce série obestřen tajemstvím ohledně dalších osudů všech postav, avšak soudě ze stylu Kjóko Mizuki nedošel příběh k jednoznačnému ukončení.
V roce 2010 byl román vydán znovu jako zrevidovaná edice „Candy Candy Final Story“ (CCFS). Tentokrát byl vydán jako dvojdílný a Kjóko Mizuki ho vydala pod svým skutečným jménem Keiko Nagitaová. V této zrevidované verzi popsala příběh tak, jak si představovala od samého začátku a bez vlivu kreslířky mangy či ilustrátorů anime. Odlišnosti jsou jen v popisu detailů, které jsou pojaté více poeticky, a příběh jako takový se od původního vydání příliš neliší. Zakončení příběhu přineslo v edici CCFS několik detailů navíc a Nagitaová po vydání prohlásila, že je spokojená s vědomím, že Candy nakonec prožila po útrapách šťastný život s mužem jejího srdce. V románu jsou obsaženy i dopisy mezi jednotlivými postavami.
V roce 2015 se román poprvé dočkal oficiálního překladu, když italský vydavatel Kappalab získal práva na vydání verze CCFS v italském jazyce.

### Manga
První informace o nové manze Candy Candy se objevily v časopise Nakajoši už v březnovém čísle ročníku 1975, tedy před dokončením románové verze. O měsíc později vyšla první kapitola a poslední vyšla v březnu 1979. Kapitoly s Candy Candy se během těchto čtyř let neobjevily v těchto vydáních časopisu: listopad 1975, prosinec 1976, leden 1978 a červen 1978.
Manga byla vydána samostatně v devíti dílech:
- 1 (2. října 1975)[5]
- 2 (8. března 1976)[6]
- 3 (8. srpna 1976)[7]
- 4 (8. prosince 1976)[8]
- 5 (18. března 1977)[9]
- 6 (18. září 1977)[10]
- 7 (18. dubna 1978)[11]
- 8 (18. listopadu November 1978)[12]
- 9 (19. března 1979)[13]

## Příběh
Původní román, manga i televizní seriál vyprávějí o životě americké dívenky s pihami ve tváři a s výrazně kudrnatými blond vlasy. Jako novorozeně byla opuštěna svými rodiči jednoho zimního dne na přelomu 19. a 20. století a zanechána přede dveřmi sirotčince Dům tety Pony poblíž Michiganského jezera. Až do zhruba dvanácti let věku žila v tomto sirotčinci, kde ji vychovaly správkyně, sestra Pony a sestra Lane. Přestože byla Candy neposlušná, rozpustilá a zbrklá až hloupá, měly ji obě rády jako vlastní dceru, i proto, že měla vrozenou dobrosrdečnost. Nejvíce si tam oblíbila Annie, která do sirotčince přišla jako novorozeně zhruba ve stejnou dobu jako Candy. Annie však byla o několik let později adoptována bohatou rodinou Brightonových, protože se vzhledem velmi podobala jejich nedávno zesnulé biologické dceři. Od té doby se dlouho neviděli, navíc adoptivní rodiče Annie brzy zakázali si s Candy dopisovat, neboť měli obavy z pomluv, a nutili ji zcela zapomenout na život u tety Pony.
Po přečtení posledního dopisu od Annie, kde psala, aby již neodepisovala, Candy v pláči utekla do lesa, kde potkala na mýtině dospívajícího chlapce ve skotském kiltu s dudami, s nímž se spřátelila. Chlapec zmizel dříve, než se jí představil, tak mu říkala princ z kopce tety Pony. Její princ pro ní byl platonická láska navždy a symbolizoval ji jeho odznak s velkým písmenem A, který tam hoch ztratil a nachala si ho jako talisman. Když bylo Candy zhruba dvanáct let, byla konečně „adoptovaná“ do bohaté rodiny Leaganových z Lakewoodu. Domnívala se, že jde o rodinu jejího prince, ale čekalo ji zklamání. Nebyla adoptována, pouze ji zaměstnali jako „společnici“ jejich nevychované dcery Elizy, jež neměla žádné kamarádky a syna Neila. Oba dělali Candy ze života peklo, kdykoliv mohli, a časem z ní udělali služku. Od ostatních služebných se ale mnoho naučila a oblíbili si ji, takže úklady obou dětí i jejich neméně zlé matky dokázala snášet.
Leaganovi byli součástí rodu Ardleyových, jejichž někteří členové žili v sousedství. Candy se časem spřátelila s třemi bratranci trochu staršími než ona: dlouhovlasý expert přes módu Archibald Cornwell (Archie), brýlatý zapálený vědec a vynálezce Alistear Cornwell (Stear) a Anthony Brown, jenž vypadal stejně jako její princ, ale byl výrazně mladší než on a miloval růže. Do Anthonyho se zamilovala, nejprve pro jeho podobnost s princem, ale později ho milovala dle toho, jaký byl. Do rezidence Ardleyových jednoho dne dorazila tetička Elroy, ve skutečnosti babička těchto tří bratranců, Elizy a Neila, jež neformálně řídila celý rod Ardleyů jménem záhadného strýčka Williama. Na oslavu jejího příjezdu byla přítomna i Candy, která byla středem pozornosti od všech tří chlapců, což se nelíbilo Elize a s pomocí Neila ji uvěznila v podkroví s figurínami starých předků Ardleyů.
Paní Leaganová poté v zlosti nechala Candy přestěhovat z pokoje pro služebné v podkroví do maštale, kde Candy čelila dalším úkladům od Elizy a Neila. Vyvrcholilo to jejím útěkem do lesa, kde usnula v člunu, jenž se utrhl a skončila ke vodopádu. Z vody ji vytáhl Albert, vousatý bezdomovec ve slunečních brýlích, který dočasně pobýval v opuštěném loveckém zámečku se zvířaty, kde ji nechal přespat. Všichni tři kluci ji mezitím přes noc hledali a ráno dostala od Anthonyho facku za to, že jim způsobila starosti a že dělá hlouposti. Později se Eliza s Neilem rozhodla Candy zbavit jednou pro vždy, a tak své matce ukradli šperky, schovali je ve stáji a obvinili Candy z krádeže. Přesně jak oba sourozenci předpokládali, jejich matka odmítla na naléhání tetičky Elroy zavolat policii ze strachu ze skandálu, a tak rozhodla, že pošle Candy pryč na jinou práci. Další ráno si pro ni přijel mexický forman, aby ji dopravil do usedlosti Leaganových v Mexiku na těžké práce na polích. Anthony, Archie i Stear se tomu snažili zabránit a vzepřeli se kvůli tomu i tetičce Elroy, čímž v ní utvrdili zášť ke Candy. Dle názoru Anthonyho vše bylo jen výsledkem toho, že nikdo nechtěl Candy porozumět, a vydali se ji na koních hledat. Nakonec to vzdali a Candy mezi skalisky v dáli slyšela melodii na dudy, kterou jí kdysi zahrál její princ.
Cestou do Mexika však byla Candy unesena, ale byl to paradoxně její nejšťastnější okamžik v životě. Únos totiž zorganizoval strýček William, hlava rodu Ardleyů, a adoptoval ji. Tetičce Elroy nařídil zajistit náležitou péči pro Candy a napsal jí, že tak činí na žádost Archieho, Steara a Anthonyho. Elroy nebyla nadšená z toho, že má považovat domnělou zlodějku za člena rodiny, ale rozhodnutí Williama se podvolila. Candy začala žít v rezidenci spolu se třemi hochy. Anthony se do Candy hluboce zamiloval, neboť v krásných šatech vypadala jak jeho zesnulá matka. Eliza a Neil jí však příležitostně nadále ztrpčovali život. Jednoho dne ale vše krásné skončilo v době, kdy jí bylo třináct let, a kdy širší rodina Ardleyů uspořádala hon na lišku. Strýček William, kterého Candy dosud neviděla, se nedostavil a nikdy ho neviděli ani Archie, Stear a Anthony. Tehdy Anthony ukazoval Candy, jak na koni skáče přes křoví, ale byla tam nalíčena past na medvědy. Anthonyho kůň se po sklapnutí pasti splašil a ten si při pádu zlomil vaz. Anthony byl na místě mrtev. Ještě než se to stalo, Candy slíbil, že s ní jednou navštíví její dům tety Pony, a naznačil, že asi ví, kdo je její princ z kopce, ale viděl ho naposledy se svou matkou, když byl ještě malý. V ten okamžik si ale nevzpomněl na jeho jméno.
Candy byla v šoku a v mdlobách, takže nestihla Anthonyho pohřeb. Elroy ji nechtěla ani vidět a spolu s Elizou ji vinila za Anthonyho smrt. Candy tedy vzala jednu růži „Sladká Candy,“ kterou pro ni Anthony dříve vypěstoval, a vrátila se do sirotčince tety Pony, kde bojovala se smutkem. Během té doby ji v lese potkal Albert, který ji utěšoval. Pony i Lane měly však velké starosti, neboť se sirotčinec nacházel na pozemku bohatého farmáře Cartwrighta, jenž chystal rozšíření chovu skotu. Candy zmobilizovala ostatní sirotky a pana Cartwrighta konfrontovala. Nejprve spolu s malým Jimmym, poté se všemi dětmi zpěvem vánoční koledy. Pan Cartwright byl dojat a nařídil, aby jeho podřízení vyňali z projektu sirotčinec. V předvánoční zimě zde Candy oslavila čtrnácté narozeniny, ale v době svátků pro ni přijel v nablýskaném automobilu George, jenž ji před časem na Williamův příkaz unesl cestou do Mexika. Připomněl Candy, že přes útěk z Lakewoodu zůstává nadále členem rodiny Ardleyů a na Williamův příkaz musí odejít na londýnskou střední školu. Archie a Stear tam již nastoupili.
Znovu se loučila se sirotčincem a s Georgem přeplula z New Yorku atlantik. Během cesty oslavila Nový rok 1913 a přiopila se vínem. Na palubě v mlze spatřila siluetu muže, jenž jí připomínal Anthonyho. Byl to však jiný muž, kterému stékaly slzy. Ten se jí však vysmál, že neslzí, a než odešel, nazval ji „slečnou pihatou.“ George se Candy ptal, odkud zná sira Terruceho Grandchestera (Terryho). Ta mu o něm neřekla nic hezkého, tak ji poslal spát a sám si říkal, že kdyby Candy měla vyrovnanější povahu, byl by jí pověděl pravdu, proč byla adoptovaná.
V Anglii na ně v přístavu čekali Archie a Stear, kteří byli na den uvolněni ze školy. Prohlédli si Londýn, než dorazili do „vězení,“ tedy do střední školy svatého Pavla. Jednalo se o církevní školu pro bohaté, s přísnou disciplínou a s oddělenými internáty pro chlapce a dívky. Candy po poučení od ředitelky Greyové o školním řádu dostala nejlepší pokoj, skamarádila se s Patty, kterou však ovládala Eliza a její gang dívek. Ty začaly Candy šikanovat a Eliza ji před ostatními obvinila za smrt Anthonyho. Naproti přes školní park byl chlapecký internát, kde bydleli Stear a Archie. Přeskakováním po větvích stromů nalezla způsob, jak se za nimi dostat. Během nedělní mše způsobil Terry, jenž zde také studoval, velký rozruch svým úmyslným pozdním příchodem, drzým chováním a názorem na zbožnost u ostatních. Candy dostala další důvod jím opovrhovat, ale spatřila jakousi jiskru v jeho očích, jako by to dělal, aby se před ní vytahoval, co dovede.
Venku ve školním parku ji přepadl Neil se svými kumpány, ale Terry, jenž odpočíval na stromě, je všechny zmlátil. Pak ale na poděkování od Candy odpověděl drzými poznámkami a měl legraci z jejího výrazu, když jí nejprve řekl, že si ji nepamatuje, ale pak ji nazval znovu „slečnou pihatou“ a také malou Tarzankou, neboť ji viděl přeskakovat po stromech. V zahradě školy si Candy časem našla svůj nový kopec tety Pony, ale brzy zjistila, že tam Terry chodí potají kouřit, a začala mu oplácet jeho drzosti. Jedné noci k ní vpadl oknem do pokoje, celý od krve. Ustlala ho do své postele, přelezla vysokou zeď a vydala se sama do nočního Londýna hledat lékárnu. Během bloudění potkala známou tvář: Alberta. Tentokrát byl oholený a vypadal mladší, než jak si původně Candy myslela: bylo mu kolem dvaceti let. Zavedl ji do lékárny s nepřetržitým provozem a pověděl jí, že to on pomohl Terrymu, kterého přepadli nějací násilníci noži. Albert se Candy omlouval, že ho dovedl do špatného pokoje, tak ji pozval do londýnské zoo, kde pracuje. Než se vrátila zpět, byl už Terry pryč, což ji naštvalo, ale uvědomila si, že díky němu zase potkala Alberta.
Časem si Candy oblíbily učitelky, jež rázně skoncovaly s šikanou od Elizy. Do Londýna dorazila další známá tvář: Annie, která byla zamilovaná do Archieho. Annie ale měla od rodičů zákaz zmiňovat se, že je sirotkem, a tak předstírala, že Candy nezná, a lnula k Elize. Candy to chápala (i díky dřívějšímu incidentu), tak předstírala totéž a sblížila se s Patty, která litovala, že podléhala Elize. Candy se časem začala sbližovat s Terrym, a tak Archie vybuchl, protože ho nesnášel kvůli jeho rebelantství a kvůli tomu, že ho bezdůvodně uhodil. Ve školním parku neopatrně vyznal Candy své city v přítomnosti Annie, jež tam přišla předat mu dárek k narozeninám. Annie v malé jeskyňce v zahradě usedavě plakala a vyčetla Candy, že už u tety Pony ji měli všichni radši než ji a nyní se to potvrdilo i u Archieho. Uslyšela je Eliza a řekla k tomu také svoje (dříve Annie namlouvala, že je Archie do Candy blázen). Archie si uvědomil, že udělal chybu, tak se šel s Annie usmířit. Candy jí pak vyzvala, aby si z pomluv, z Elizy a ze svých adoptivních rodičů nic nedělala, protože Archie, Stear i ona ví, že je sirotek a mají ji rádi takovou, jaká je. Takto jí Candy pomohla sundat masku, která ji od mala tížila.
Jednoho dne si popletla cestou za Archiem a Stearem balkón a vstoupila do pokoje Terryho. Našla tam fotografii Eleonory Bakerové s přáním synovi. Terry dorazil později, roztrhal fotografii a vyhnal ji. Málem ji dopadla hlídka sester, ale zachránil ji jeden Stearův vynález. Od Steara a Archieho se později dověděla, že Eleonora Bakerová je slavná herečka z Broadwaye, ale že je Terry její tajný syn, jim neřekla. Terry té noci upadl do deprese a rozhodl se vzepřít všemu. Chystal se ze školy utéct a navždy skoncovat s dosavadním životem. Zastavila ho náměsíčná Candy, které se zdálo o Anthonym a ze spaní vnímala Terryho koně. Terry ji spící odnesl na ošetřovnu a slyšel z jejích úst jméno Anthony, což jím trhlo.
V květnu 1913 se konal školní festival, na který si studenti směli pozvat příbuzné. Candy pozvala strýčka Williama a Alberta, jehož potkala na vycházce v zoo. Spatřila ho, jak diskutuje s Terrym, a tak jí Albert řekl, že to v jádru není špatný člověk. Terry se tehdy od Candy dověděl, kdo byl Anthony a že zemřel. Měl z toho naoko legraci, aby ji přiměl na něj nemyslet, ale uvědomil si, že by měl ubrat. Patty se jí svěřila s tajemstvím. Do školy si navzdory řádu přivezla želvu, kterou ale sestry brzy objevily a chtěly ji vyhodit pryč. Patty měla být potrestána na noc v cele, ale Candy se jí zastala a nazvala sestru Greyovou starou čarodějnicí. Sama tak byla potrestána pobytem v cele až do konání festivalu včetně. Alberta to mrzelo, ale William jí potají dal poslat masky Romea a Julie. Vikýře nebyly v cele bytelné, tak Candy z vězení čas od času utekla a měla paradoxně více volnosti než ostatní studenti. Takto utekla i na festival, kde ji poznali jen Terry, Archie, Stear, Annie a Patty. Patty se při tanci zakoukala do Steara a s Terrym si Candy zatančila o samotě u školního parku, kde mu řekla, že tento valčík hráli, když poprvé tančila s Anthonym. Terry ji vášnivě políbil a Candy mu za to nafackovala a zmizela. Později ji Terry vzal na svého koně, aby ji vyléčil z fóbie z koní, kterou trpěla od Anthonyho smrti. Takto ji přiměl šokem na tuto tragédii definitivně zapomenout.
O letních prázdninách se konala letní škola ve Skotsku, kde Candy slyšela i melodii, kterou si pamatovala od svého prince. Terry tam trávil prázdniny v rodinné vile Grandchesterů, kde vyháněl svou matku Eleonoru, která ho přijela z Ameriky navštívit. Vyčítal jí její slova z New Yorku před půl rokem, že se nikdo nesmí dovědět, že je její syn, ale Grandchester po otci, kterého on ze srdce nenáviděl, stejně jako bratry z manželství se svou zákonnou manželkou, kterou nenáviděl ještě více. Zásluhou Candy se s ní později usmířil. Navíc zjistila, že Terryho místo studia a šlechtictví zajímá drama. Terry se tehdy usmířil i se Stearem a Archiem a ukázal jim rozbité letadlo jeho otce, které Stear zprovoznil, avšak poté stejně havarovalo. Terry však povahou zůstával být trochu šlechticem, když vytáhl Elizu fingující topení se z vody. Spolu s tím, že ji dříve ve škole vytáhl z jámy, kterou na něj nalíčil z pomsty Neil se svými kumpány, ale spadla do ní ona, si usmyslela, že ji Terry asi miluje. Pozvala ho proto na svou soukromou oslavu, kam ale nedorazil a vinila z toho Candy.
Žárlivá Eliza se rozhodla jejich lásku rázně ukončit. Po návratu ze Skotska zfalšovala písmo obou, aby je v noci vylákala do stáje a udala je hlídkám sester. Protože se mimo předepsané doby nesmějí dívky s chlapci vůbec stýkat, oznámila sestra Greyová, že je Candy s okamžitou platností vyloučena ze studia, a zavřela ji do cely v pobořené budově. Terryho nepotrestala vůbec, a proto se s ním opět popral Archie, jenž na něj křičel, že Candy je jen adoptovaná a nemá kam jít, neboť ji strýček William určitě vydědí. Terry se zachoval jako chlap a zašel do kanceláře sestry Greyové. Poprvé vůbec k ní byl zdvořilý a žádal, aby vyloučila ze studia jeho a ne Candy, protože jí nechce zničit život. Byl skálopevně rozhodnutý odejít bez ohledu na přání otce, jenž mu ve škole pořád zařizoval zvláštní zacházení. Sestra Greyová nebyla schopna slova a souhlasila, byť to znamenalo nemalý problém. Sir Grandchester byl totiž nejštědřejší sponzor školy. Situaci pak zachránila Candy, která si se sirem Grandchesterem promluvila ve městě o samotě, aby mu vysvětlila Terryho vztah k matce a k divadlu. Přiměla ho uvědomit si, že by mu jako otec neměl bránit v jeho štěstí.
Candy v Londýně také dlouho nevydržela. Po aféře s Terrym se tam necítila být vítaná, a tak napsala sestře Greyové dopis, kterým se odhlašuje ze studia. Dopis napsala i Patty, Annie, Stearovi a Archiemu. Jako černý pasažér se na nákladní lodi dostala před zimou zpět do New Yorku, kam zamířil Terry, ale nenašla ho tam. Vlakem se vrátila k Michiganskému jezeru do sirotčince tety Pony, kde zjistila, že tam dříve pobyl i Terry, aby poznal místo, kde Candy vyrůstala. Zimu strávila opět se sestrami Pony a Lane a oslavila s nimi patnácté narozeniny. Malý Jimmy si za ten rok přivydělával u pana Cartwrighta, jenž začal uvažovat o jeho adopci, neboť sám děti neměl a už začal stárnout. Nejdříve ale nabídl adopci Candy, která zdvořile odmítla, neboť nemůže zradit strýčka Williama, který toho pro ni tolik udělal. Přes zimu dumala, co bude dál, neboť si uvědomila, že bez řádného vzdělání odbornosti nemůže dělat ani vychovatelku jako Pony s Lane, ačkoliv ty byly ochotné ji regulérně zaměstnat. Jednoho dne ale dostala příležitost asistovat místnímu doktorovi Lenardovi místo jeho manželky na cestách za pacienty po kraji, což ji dovedlo k rozhodnutí, že se stane zdravotní sestrou.
Sestra Pony se dobře znala se sestrou Merry Jane, jež v malém městě nedaleko Chicaga vedla nemocnici sv. Josefa a zdravotnickou školu. Candy byla přijata ke studiu, a tak se na jaře znovu loučila se sirotčincem. S svém rozhodnutí zpravila dopisem přátele v Londýně i strýčka Williama. V nové škole si od sestry Merry Jane vysloužila pro zbrklost, nedochvilnost a komičnost přízvisko nešika. Pokoj sdílela s brýlatou studentkou Franny, která byla samotářská, přehnaně upjatá a nemohla vystát upovídanost Candy, její všetečnost i důvody, proč jí sestra Merry Jane říká nešiko. Z legrace tak říkali Candy i pacienti. Ale časem se zlepšila a sestra Merry Jane si ji oblíbila pro její pozitivní vliv na pacienty. Přezdívka nešika jí už ale zůstala a mužští pacienti si začali žádat přítomnost Candy na pokojích. Ostatní studentky jí začaly takovou oblibu závidět, ale Merry Jane všem připomínala, že ostatní mají také své kvality, jaké Candy nemá, i Franny, nejlepší studentka, proto se musí doplňovat, péče o pacienty je týmová práce. Candy si časem všimla, že Franny v noci potají pláče, ale ta jí jen řekla, ať se stará o sebe.
Franny měla na starost prominentního pacienta v nejlepším pokoji, ale druhý den se znovu plakala, když vyběhla z jeho pokoje uražena, že není jeho služka. V sesterně předstírala, že je vše v pořádku a pověděla jim, že vlastní mnoho pozemků u jezera a jmenuje se William. Candy si uvědomila, že jejich pacientem může být strýček William, a tak Franny požádala, aby se o něj mohla starat ona. Franny si odfrkla, ale nakonec souhlasila. Candy však ztropila skandál a navzdory varování dr. Franka, že je pacient William velmi netrpělivý a nesnáší řečnění, ze sebe vypustila veškeré nadšení, že se konečně setká se svým adoptivním otcem. Pacient se na Candy rozčílil, protože se nejmenuje William Ardley, ale William McGregor, navíc má s rodinou Ardleyů spory. Candy se proti jeho řečem o Ardleyových ohradila a vzniklá hádka způsobila panu McGregorovi bolest na hrudi. Rozzuřená Merry Jane k němu vrátila Franny, ale Candy to nechtěla vzdát. Dr. Frank sice Candy zakázal k panu McGregorovi chodit, ale na přímluvu od pana Brightona, jenž zrovna přišel svého přítele a obchodního partnera navštívit, jí vstup povolil.
Candy se znovu stala jeho ošetřovatelkou, ale musela snést jeho hrubé zacházení. Od Neila a Elizy ale byla zvyklá na daleko horší věci, a tak vytrvala a zajistila si u Merry Jane uznání. Od ní dostala dopisy z Londýna: Dle Archieho je tam bez ní nuda a po jejímu odchodu se rekordně pět dnů nepřevlékal. Stear ztratil zájem o vědu a vynálezy a Patty psala o rande se Stearem v zoo, kam nakonec díky Albertovi umístili její želvu. Pouze Annie ji napsala, co se skutečně děje. Všichni se bojí války a její rodiče už žádali sestru Greyovou o uvolnění ze studia, aby se včas vrátila do Ameriky.
Pan McGregor začal v přítomnosti Candy volat Mínu, a tak se domnívala, že se jedná o jeho dceru. Vzala si na den volno a šla do jeho hlavní rezidence, kde jí jeho služka představila bernardýna Mínu. Candy se rozhodla propašovat ji do jeho pokoje, zatímco se stav pana McGragora toho dne prudce horšil. Jakmile místnost opustili dr. Frank, sestra Jane a ostatní, vjela dovnitř Candy s Mínou schovanou pod stolem na kolečkách, která zaštěkala. Její přítomností byla nejhorší krize zažehnána a stav pana McGregora se rychle lepšil. Dr. Frank v dalších dnech povolil Candy brát pana McGregora na vozíku do nemocniční zahrady. Za propašování Míny až do jeho pokoje ji měl za kamarádku a začal se chovat srdečně. Šla mu natrhat květiny a on ji s povděkem řekl, že si zdřímne. Poté s hrůzou zjistila, že jí na vozíku při vycházce zemřel, zatímco stromy okolo pouštěly na zem kvítí.
Candy nesla smrt svého prvního pacienta těžce, což štvalo Franny a trochu i sestru Jane, protože pacienti občas zemřou a musí se chovat profesionálně. Sestra Jane jí pověděla, že pan McGregor byl na smrt nemocný a bylo jen otázkou času, kdy odejde, nicméně uznale ji pochválila za vyléčení jeho srdce ještě před smrtí. Poslala ji na krátké prázdniny za sestrou Pony, aby vyřídila vřelý pozdrav, a aby se z toho vzpamatovala. Candy to vzala kolem McGregorovy rezidence, kde si osvojila Mínu, aby ji pozůstalí nezastřelili, a darovala ji sirotčinci tety Pony.
Po návratu z podzimních prázdnin ji navštívili Archie a Stear, kteří přiletěli ve Stearově nepříliš povedeném balónu. Tetička Elroy totiž kvůli napětí v Evropě všechny odhlásila z Londýna. Candy poté zvládla starost o svou novou pacientku, malou klavíristku Kateřinu s psychickými problémy. Pak došlo v Sarajevu k atentátu na rakouského arcivévodu a začala první světová válka. Z plánů na návštěvu Patty v Londýně tedy sešlo a zatím začaly v novinách vycházet titulky o Terrym Grandchesterovi jako o vycházející hvězdě divadelních prken v New Yorku a o jeho úspěchu ve hře Macbeth. Ten nevěděl, že Candy už dávno v Londýně není, a tak si o ni dělal starosti a na divadelní kritiku nedbal. Na příkaz sestry Jane se v nemocnici nikdo nesměl bavit o válce, ale kvůli válečným důvodům nabídla Candy, Franny a třem dalším nejlepším studentkám přestup na školu v Chicagu, aby studovaly chirurgii.
Začaly se učit ve velké a přebyrokratizovaná nemocnici sv. Jany, kde odmítali přednostně ošetřit dítě s bolestmi. Candy to tak nenechala a překvapilo ji, že Franny a ostatní tři se postavily na její stranu, i když ji neměly rády. Později potkala během dvou dní volna Archieho a Steara a ti ji zavedli do hlavní rezidence Ardleyů. Zde se po letech viděla s tetičkou Elroy, která ji pořád nesnášela a nazvala ji pro její angažmá zdravotní sestry ostudou rodiny. Candy se nedala a řekla, ať ji tedy vydědí, ale Elroy se kvůli tomu zhoršil zdravotní stav a omdlela. Zatímco ostatní doběhli pro doktora, Candy ji vzala do pokoje a postarala se o ni jako zdravotní sestra sama. Jakmile se vrátili s doktorem, byla již Elroy vzhůru a klidnější. Eliza se mu snažila nalhat, že se o ni starala ona, ale i Elroy mlčky uznala, že je Candy zavázaná a nemůže ji vyhnat. Doktor se vyjádřil, že může být klidný, když má jeho pacientka v rodině zdravotní sestru. Dorazila i Annie a s Candy se vyspaly v dřevěném bunkru na stromě v zahradě. Druhý den se zúčastnila slavnosti, kde potkala mladého francouzského vojenského lékaře, s nímž si padla do noty. Byla rozhodnutá, že se stane nejlepší sestrou. On se brzy rozloučil, neboť dostal rozkaz jít na frontu. Candy pak nečekalo nic příjemného. Zatímco byla u Ardleyů, ve městě se stala vážná nehoda autobusu s mnoha těžce zraněnými a ona chyběla, třebaže měla volno.
V témže čase se newyorské divadlo vydalo na turné a Terry měl vystoupit v Chicagu, jenže Candy měla ten den sloužit noční směnu. Marně za sebe hledala záskok, ale nakonec jí vyhověla Natálie, jedna ze sester od Merry Jane, kterou předtím urazila Eliza tím, že se ji pokusila podplatit, aby zařídila, aby se Candy na představení nemohla dostat. Po představení se pokusila Terryho, obklíčeného fanynkami a po boku s kolegyní Susannou, neúspěšně dostihnout, ale Terry z davu zaslechl hlas Candy. Přes dav na ni neviděl, a tak nastoupil do kočáru a odjel. Na banketu po představení potkal Elizu, Steara, Archieho i Annie, tak si uvědomil, že tam skutečně byla. Sama Susanna mu přinesla nalezený kapesník s jejími iniciálami, který Terry zanechal Candy ještě v Londýně. Terry na nic nečekal a vydal se Candy hledat.
Od Annie se dověděl, že studuje v nemocnici sv. Jany, ale Franny ho u vchodu vyhodila, zatímco jeho Candy hledala v hotelu, odkud ji vyprovodila Susanna, že je prý unavený. Susanna si pro sebe řekla, že je do Terryho také zamilovaná. Po návratu málem minula vzkaz, který ji tam nechal Terry a těsně stihla rozloučit se s ním při běhu podél rozjíždějícího se vlaku na druhý den ráno. V dalších dnech a týdnech zažila Candy další příhody, jako setkání s beznohou sestrou – válečnou veteránkou z Evropy, záchranu života ženy, jejíž syn ukradl v nemocnici silný lék na srdce, a tak ji málem otrávil z neznalosti dávkování. Díky tomu rostlo její uznání u ostatních studentek a doktorů.
Jednoho dne v roce 1915 za nimi dorazila sestra Merry Jane, aby svým pěti studentkám sdělila, že se její nemocnice zapojí do péče o evropské vojáky a jednu z nich pošle rovnou na frontu do Francie. Candy se po uvážení pro a proti nabídne, ale současně s ní také Franny. Sestra Jane si vybrala Franny, jelikož ta vypadala rozhodněji. Candy se zdálo nefér, že nepůjde ta, která je sirotek, a v noci si tuto záležitost s Franny vyříkala. Franny jí v rozčilení prozradila, jakou má příšernou rodinu, a že nikomu chybět nebude. S pláčem utekla pryč, ale poprvé Candy a její způsoby pochopila. V den odjezdu jí řekla, že si ji nesmírně váží jako kolegyně, ačkoliv nikdy nebyly kamarádky. Na rozlučce s Franny si Candy uvědomila, že je od Franny nefér nedat o tom vědět své rodině, a tak v den volna odjela se Stearem za její rodinou, Hamiltonovými. Její sourozenci byli parta chuligánů na motocyklech a její rodiče byli alkoholik a sprostá hospodská. Paní Hamiltonová mluvila o své dceři před Candy velmi zle, protože odešla od rodiny a nikomu neřekla, že chce být zdravotní sestrou. V ten moment přišel poštou balík, v němž byl dopis od Franny, kde oznámila rodině své rozhodnutí odejít do války, a odkázala jim své osobní věci. Candy se Stearem vyhnala ven, aby ji nechali o samotě, obejmula balík od Franny a hystericky se rozplakala.
Po návratu zažila poplach, neboť přivezli Alberta, vážně zraněného a držel se ho jeho skunk. Na rozkaz ředitele dr. Leonarda ho dali do plesnivé místnosti, neboť nebyla známa jeho totožnost a mohl by být nebezpečný. Trpěl amnézií a během převozu z Itálie, kde utrpěl zranění po explozi vlaku opakoval slova Chicago a Amerika. Archie s Annie a Stearem se ji snažili rozveselit setkáním s Patty, jejíž rodina uprchla před válkou z Londýna, ale pak se vrátila do „pokoje“ za Albertem, který již byl při vědomí, ale nepamatoval si ji, skunka Pupeho ani svoje jméno.
Candy se rozhodla mu pomoct a hádala se kvůli němu s dr. Leonardem. Vzpomněla si na Terryho a doufala, že by jí s ním mohl pomoci. Dr. Leonard si všiml Candyina zápalu a vysvětlil, že kvůli jeho neznámé totožnosti mu nemohou poskytnout lepší podmínky, a připomněl, že ona sama o něm také neví vůbec nic kromě jeho jména a toulkách po světě. Mezitím Susanna zjistila, kde Terry bydlí, a dala mu v jeho bytě propozice na velký konkurz pro jeho nejoblíbenější hru: Romeo a Julie. Ten ji chladně odbyl, neboť myslel na Candy a jak se z New Yorku uvolnit, aby mohl za ní do Chicaga. Tak jí aspoň napsal dopis, pozval ji na premiéru a zařídil rezervaci lístku. Dopis si přečetla na stromě, což dr. Leonard u sester ještě snad nikdy neviděl, a sdělil jí, že dokud nebude plnohodnotnou sestrou, nebude se o Alberta starat. Candy se přihlásila ke generální zkoušce a věnovala se více studiu, motivována špatným zacházením s ním.
Terry nakonec konkurz vyhrál a spolu se Susannou budou mít titulní roli. Ostatní herci ho obviňovali, že roli dostal jen díky tomu, že je syn Eleonory Bakerové, ale ředitel Broadwaye ho uklidnil, že takovou roli dostávají vždy ti nejlepší. Candy mezitím vykonala velkou zkoušku v Chicagu, kterou zvládly všechny sestry od Merry Jane. Candy ze všech čtyř byla nejlepší a celkově sedmá z celého Chicaga. Merry Jane jim předala diplomy a certifikát a vzala si je zpátky do své nemocnice, zatímco Candy na požádání dr. Leonarda nechala v Chicagu. Merry Jane jí popřála úspěch v léčbě pacienta s amnézií, což je prý velmi těžký úkol. Stear vymyslel pro Candy oslavu a sestavil letadlo pro dva pasažéry, které se nakonec zřítilo.
Později Albert utekl z nemocnice a Candy ho s pomocí Steara a Archieho našla v parku. Albert jí nechtěl být jako cizí člověk na obtíž, a tak mu připomněla všechno, co spolu prožili a odmítala jeho námitky, že má možná kriminální minulost. Řekla mu, že ho má ráda jako bratra a zdůraznila mu jeho dřívější pomoc. Dr. Leonard po návratu sdělil, že kromě paměti je již Albert zdravý a vrátit se nemůže. S pomocí Archieho a Steara pro něj nakonec našli bydlení v domě pana Thomase, ale dr. Leonardovi se nelíbilo, že by tam s ním žila Candy, která s ním není příbuzná ani za něj není provdaná. Annie dodala, co si Terry pomyslí, až zjistí, s kým žije. Candy to raději Terrymu hned napsala, díky čemuž Susanna zjistila, že si s ní Terry dopisuje, a tak váhala, zda mu dopisy ze schránky, kterou vybírala, dá. Nakonec dala. Odpověděl jí, že kdyby šlo o kohokoliv jiného, neodpustil by jí to, ale starost o Alberta mu nevadí.
Dr. Leonard ale takové pochopení neměl a dal ji z nemocnice pro necudnost výpověď. Candy se nevzdala a nechala se najmout zpět jako uklízečka. Ostatní sestry se jí však zastaly a donutily dr. Leonarda vzít ji zpět jako zdravotní sestru a připomněly mu osud sestry Kateřiny, kterou jim on sám dával za vzor, jež pro své odhodlání zemřela na bojišti. Jako kompromis tedy Candy pracovala v nemocnici dál jako sestra a o Alberta se starala jen ve volnu. Ten jí ale často utíkal ven a jednou při hledání narazila na Neila, jak ho bijí tři výrostkové, které od něj odehnala. Neil její čin nedokázal ocenit, ale pak si to vyložil jako odpuštění za vše, co jí s Elizou dělal. Nakonec našla Alberta doma, který chtěl pro Candy koupit nové šaty pro představení v New Yorku, a tak si sehnal práci v restauraci. Mezitím na zkoušce Romea a Julie obvinila Susanna Terryho, že při milostných scénách myslí na Candy a svěřila se, co k němu cítí už od doby, kdy v divadle působí, a přiznala se k tomu, co provedla kvůli němu v Chicagu.
Terry si přiznal, že si Susannu též oblíbil, ale Candy kvůli ní neopustí, neboť se do ní zamiloval na první pohled už tehdy na lodi do Southamptonu. Patty žádala Candy o pomoc, protože Stear chtěl odejít na frontu zajistil světu mír, a chtěl se přidat k francouzskému letectvu, protože ho už nebaví nuda v Chicagu a dokola stavět vynálezy, které stejně nefungují. Candy Stearovi nabídla, že udělají pro Alberta šokovou terapii, ale chtěla hlavně, aby Stear viděl, co mu může způsobit válka. Šoková terapie na Alberta samotného ale moc nefungovala.
Dr. Leonard dal Candy pět dnů volno, aby mohla odjet do New Yorku, ale nejprve ji vyslal jako poslíčka na Floridu s důležitými dokumenty. Cestou vlakem asistovala u akutního případu zánětu slepého střeva. Na Floridě poznala herečku Karen, rozzuřenou na Susannu za to, že dostala roli Julie a ne ona a musela si tu roli vysloužit „jinak.“ Karen rozmlouvala Candy cestu do New Yorku, protože je pravidlem, že pár hrající Romea a Julii se zpravidla nakonec vezme. V New Yorku se během generálky stala nehoda, při které spadlo osvětlení na Terryho. Susanna ho na poslední chvíli odstrčila, ale ona sama skončila s rozdrcenou nohou, kterou museli amputovat. Druhý den ráno Candy jela zpět za dr. Leonardem a Karen odcestovala do New Yorku, ještě netušila, že jako náhrada za Susannu.
Do Chicaga s sebou přivezla i pomeranče a našla dopis od Terryho i s lístkem na vlak i na představení. Byla v sedmém nebi a Albertovi se poprvé svěřila, že její první láskou nebyl Anthony, ale „princ z kopce“, což jím trhlo. V New Yorku matka Susanny obvinila Terryho, že je zodpovědný za stav její dcery a nutila ho, aby s ní zůstal. Terry byl sklíčený a každý den Susannu navštěvoval v nemocnici. Stear pak brzy ráno v den odjezdu Candy do New Yorku překvapil vynálezem, hrací skříňkou, nejlepší, co kdy postavil a rozloučil se. V New Yorku Candy objala Terryho, ale všimla si, že něco není v pořádku. Pro něj ona byla pořád ta stejná Candy, kterou miluje, jenže nechce setkání pokazit tím, co nevyhnutelně přijde. Doprovodil ji do hotelu a odešel pozdě večer domů, aby se nachystal na premiéru, do níž se mu nechtělo, ale byl odhodlaný nezklamat Candy.
Doma nalezl dopis od matky Susanny, v němž mu vyčítala, proč ji nepřišel navštívit. Druhý den Candy přišla o lístek, když ho nerozvážně ukázala Neilovi a Elize. Dovnitř se dostala zadem díky Karen, jež hrála Julii, a ke zlobě Elizy jí dala plakát s autogramem. V hledišti Candy zaslechla rozhovory ostatních o zranění Susanny a o tom, jak na Terryho její matka tlačí. Candy to nemohla vydržet a o přestávce z divadla odešla rovnou do nemocnice za Susannou. Ta na lůžku nebyla a o holi se belhala na zasněženou střechu, kde hodlala spáchat sebevraždu, protože nechce Terrymu být na obtíž, když on miluje Candy a ne ji. Candy její nářky neposlouchala a zabránila ji v jejím úmyslu, protože by pak Terry trpěl ještě více. Odvedla Susannu zpět do jejího pokoje, kam zakrátko dorazil Terry. Candy s vypětím nervů udržela své emoce na uzdě a Susanně pověděla, že se hned vrací do Chicaga. Terry ji dostihl na schodišti a vášnivě ji zezadu objal. Ona pocítila jeho slzy na svých vlasech, když ji prosil, aby aspoň dovolila vyprovodit ji na nádraží. Cítila, že ji Terry skutečně hluboce miluje, ale nejlepší bude okamžitý odchod z New Yorku i z jeho života. Terry jen chtěl slib, že bude v životě šťastná, jinak jí tento rozchod v životě neodpustí. Pak se Candy vyvlékla z jeho objetí a v rychlosti opustila newyorskou nemocnici s tím, že se společné zážitky z Londýna již nezopakují…nikdy. Candy odešla v mrazu a špatně oblečená na nádraží čekat na vlak. Jakmile na ni z okna z pokoje se Susannou neviděl, řekl jí, že bude jeho budoucí žena. A pro sebe dodal, že je to příliš bolestné na to, aby mohl říct, že by bývalo lepší, kdyby Candy nikdy nepotkal.
Candy se cestou na nádraží snažila být silná, ale časem ji emoce přemohly. Ve vlaku pustila na své místo jinou ženu a šla stát ke dveřím, které za jízdy otevřela. Pak se usedavě rozplakala, že její sny o životě s Terrym jsou pryč, a usnula. Sebe tím vystavila mrazivému protivětru. Průvodčí si ji všiml až těsně před Chicagem a zjistil, že má silnou horečku. Podle jejích dokladů kontaktoval rodinu Ardleyů a Archie ji okamžitě vyzvedl a ubytoval v rezidenci. Doktor jí sdělil, že jen se štěstím nechytla zápal plic a vynadal ji za to, čemu se vystavila. Pak se od plačící Patty dověděla, že se Stear přihlásil do francouzského letectva a zapojil se do války. Candy teprve nyní pochopila to divné loučení před odjezdem do New Yorku. Tetička Elroy Candy obvinila, že ho k tomu navedla ona, a nechce kvůli ní ztratit druhé vnouče. V rozčilení řekla, že strýček William je již nějakou dobu nezvěstný a kvůli ní se na rodinu valí jedna tragédie za druhou. Zakázala jí používat jméno Ardleyová a zakázala jí navždy vstupovat do rezidence.
Archie s Patty a Annie tedy vzali Candy v horečkách k Albertovi, kterému omdlela v náručí a po probuzení mu vše pověděla. Albert ji uklidnil, že na jejím místě by udělal totéž, neboť žít s tím, kdo by spáchal společenskou sebevraždu, je nemožné. Albert se pak vydal nakoupit, ale cestou ho srazilo auto, jehož řidič od místa nehody ujel. Lidé ho odnesli na soukromou kliniku dr. Martina, jenž nepovažoval jeho amnézii a zranění za tak vážná. Tam ho dle zpráv od sousedů nakonec našla Candy. Albert v bezvědomí snil o „posledních událostech“ ohledně výbuchu vlaku v Itálii, probudil se a ihned poznal Candy, s níž odešel domů, kde už na ně čekali Archie, Annie a Patty s dopisem od Steara, který napsal na lodi směřující do Francie. Pak vytáhli noviny se zprávami o Terryho úspěchu při premiéře, načež se Candy málem rozplakala a řekla, co se tam stalo. Požádala je, aby o něm už nikdy nemluvili. Candy pak smutek zaháněla v práci, kde trávila hodně času. Dr. Leonard ji proto poslal na čas sloužit do mobilní nemocnice pro stavaře železnic v neprostupných horách.
Našla si čas i na návštěvu sirotčince tety Pony, kde obě sestry už poněkud zestárly a děti se jim vymykaly z rukou. Jim si s ostatními hrál na válku a způsobil smrt několika krav, které se splašily po jeho střelbě ze vzduchovky, a tak mu Candy napravila hlavu. Po návratu se Candy nachomýtla u automobilové nehody, kterou způsobil nepřiměřenou rychlostí Neil. Candy ošetřila jeho zranění a on si to vyložil tak, že ho asi miluje. A on ji také, a tak jí začal dělat překážky v práci s cílem trávit čas s ní. Na radu služebných za ní přišel s květinami, které mu ale vrátila. Neilova chování si všimla Eliza a pokusila se mu domluvit rande s její kamarádkou. Pak ale našla kapesník patřící Candy v jeho posteli, který jí on nějak sebral a šla s tím za matkou, aby jí namluvila, že se Neil chce oženit s Candy. Paní Leaganová se rozčílila a šla dr. Leonardovi vyhrožovat zastavením sponzorování nemocnice a také vyhazovem, pokud u sebe nechá Candy pracovat.
Dr. Leonard výhrůžkám podlehl a ač nerad, Candy propustil. Paní Leaganová rovněž zařídila, aby ji nevzali v žádné jiné chicagské nemocnici a byla nucena se odstěhovat. Albert toho dne v práci omdlel a začaly se mu vracet všechny vzpomínky. Neil využil Elizy kamarádku k provokaci Candy, ale žárlivost v ní nevyvolal. Měla teď jiné starosti a navíc se dověděla, že jí vyhazov zařídila jeho matka, takže mu udělala do jeho auta škrábanec. Neilovi nakonec došlo, když se před ním Eliza vychloubala, co provedla s matkou, že nejsou vůbec dobří lidé a on sám také ne. Candy v parku potkala Alberta s dr. Martinem, který jí nabídl práci zdravotní sestry, aby jeho ordinaci trochu pozvedla (a utnula jeho závislost na alkoholu). Albert jí pověděl, ať se nebojí říct mu, cokoliv ji trápí, ale neřekl jí o návratu svých vzpomínek. Později ji našel Neil, že jí sehnal práci, ale Candy ho odmítla, že jí je odporný. Neil se urazil a hodil po ní časopisem, kde se psalo o Terryho konci v Broadwayi. Cestou domů ji zastavil drožkář, že na ni čeká jistý gentleman jménem Terry.
Byla to ale Neilova past a ten ji zamkl v zámku u jezera, aby ji donutil ho milovat. Candy mu připomněla, jak moc se nenáviděli v dětství, nyní tomu nemůže být jinak, a tak ji tam Neil nechal s tím, že ji pustí, až řekne, že ho miluje. Candy pak odvážně skočila z velké výšky do jezera a přeplavala na opačný břeh, kde ji vyzvedl Albert se svým novým autem a měl pro ni příhodně i nové šaty. Candy mu řekla o Neilovi a on jí lhal, že ho nezná. Albert si uvědomil, že jejich soužití je pro okolí takto nepřijatelné a až přizná své vyléčení, bude nemožné. Další den přišli do Martinovy ordinace dva starší lidé, aby Candy varovali před Albertem, asi se zapletl do něčeho špinavého, v barech se stýká s divnými lidmi a záhadně zbohatl. Jedním takovým byl Terry, kterého Albert našel opilého v baru a vyprovokoval ho ke rvačce. Pak ho složeného k zemi polil vodou a střízlivého vzal odpoledne do parku, kde mu promluvil do duše. Ukázal mu kliniku dr. Martina, aby viděl Candy s naplněným životem, která nedbá toho, že ji jinde nechtějí z pofidérních důvodů zaměstnat. Terry si uvědomil, že ji po té newyorské rozlučce jen potřeboval vidět naposledy šťastnou a veselou. Vrátil se proto do New Yorku za Susannou. Candy se o tom, jak se na ni Terry z dálky díval, nikdy nedověděla.
Další ráno se Albert vykradl z bytu a zanechal Candy dopis na rozloučenou. Dr. Martin jí pak řekl, že se Albert přišel rozloučit a pak nastoupil do auta k mužům v černém. Mezitím se Neil postavil Elize a matce a prohlašoval, že si Candy stejně vezme za ženu a uteče s ní kamkoliv, aby byla co nejdál od nich. Candy zatím Alberta neúspěšně hledala po městě a vstoupila do kostela, kde se modlila Patty, jež dostala divnou předtuchu. Candy vytáhla z kabelky Stearovu hrací skříňku a modlila se za Alberta, zatímco Patty za Steara a dala Candy Stearův dopis, kde popisuje válku a ztrátu kamaráda, padlého v bitvě. V ten moment ve Francie přišel Stearovi rozkaz jít do první letecké bitvy proti Německu. Vedl si dobře, jenže německý pilot, kterého pronásledoval, byl velmi podobný jeho ztracenému příteli, a tak ztratil koncentraci a stal se pro nepřítele snadným cílem. Nakonec byl zasažen do letadla i svého těla. Umírající Stear padal k zemi a vzpomínal na Patty a Candy, své dvě velké lásky, a lamentoval nad tím, že vůbec šel do války.
Se Stearovou smrtí přestala v chicagském kostele hrát jeho hrací skříňka. Zanedlouho se konal jeho pohřeb a Patty poté vyhrožovala, že se zabije, ale Candy jí nafackovala a srovnala hlavu. Patty si pak nechala v dílně opravit Stearovu hrací skříňku a odjela za babičkou a rodiči na Floridu. Candy se vrátila do bytu, kde litovala, že od ní všichni odešli. V novinách se ale dočetla aspoň jednu pozitivní zprávu: strýček William Ardlay, se rozhodl konečně ukázat na veřejnosti. Dovnitř přišel vyfešákovaný Neil s další kyticí, aby ji požádal o ruku. Prosila ho, aby odešel. Když odmítal, vzala sklenici s vodou, rozlila ji na zem a vysvětlila mu, že toto on udělal už dávno a nelze tu vodu nalít ze země nazpátek. On však trval na tom, že si ji stejně vezme. To proto, že mezitím Eliza s matkou vymyslela velký plán. Candy je totiž jako adoptovaná dcera strýčka Williama jedinou dědičkou veškerého majetku Ardleyů, a když by si ji Neil vzal za ženu, jeho prostřednictvím by ho mohly ovládat. Eliza matce připomněla nejen to, ale i fakt, že s Neilem ani nebude šťastná. Navrhla tuto věc zakamuflovat jako rozkaz strýčka Williama dřív, než se objeví na veřejnosti. Poté společně namluvily tetičce Elroy, že jim Neil řekl, že pokud si ho Candy nevezme za muže, odejde do války jako Stear.
Ke Candy dojel kočár se vzkazem, že se má hlásit ihned u strýčka Williama. Jakmile dorazila do rezidence, přivítal ji Neil a skupina fotografů. Leaganovi a tetička Elroy si ji předvolali a oznámili jí, že si Neila vezme za muže na rozkaz strýčka Williama, jinak se zapíše do armády jako Stear, a zásnuby se budou konat okamžitě. Candy měla štěstí, protože jedna ze služebných jí prozradila, že sir William není přítomen. A sama pochybovala, že by tohle kdy Neil, takový zbabělec, řekl. Z rezidence uprchla a vyhledala banku, vlastněnou Ardleyovými, v domnění, že strýčka Williama nalezne tam. Potkala tam však pana George, který zbledl, jakmile mu Candy řekla, k čemu ji Leaganovi a údajně i strýček William nutí. Řekl, že poprvé v životě nesplní Williamův příkaz, a dovede ji přímo k němu. Vzal ji okamžitě autem do Lakewoodu, kde ho v opuštěné rezidenci, kde dříve bydlela s Anthonym, Stearem a Archiem, spatří.
George Williamovi nejprve o samotě oznámil, co se děje, pak poslal Candy čekající v hlavní síni dál. William seděl v křesle, otočený zády k ní. Candy se uklonila a poděkovala mu za všechno, co pro ni kdy udělal, a zmatečně mu oznámila, že nehodlá plnit své povinnosti takovým způsobem, aby si musela brát Neila za muže. William se v křesle otočil a Candy byla jako zasažená bleskem. Strýček William byl totiž Albert, který jí konečně řekl své celé jméno: William Albert Ardlay. Byl s ní tudíž vždycky, jen o tom nevěděla. Vysvětlil, že po smrti svých rodičů byl příliš mladý, aby mohl plnit roli hlavy rodu Ardleyů, takže jeho povinnosti vykonávala tetička Elroy. On zase od mala miloval přírodu a zvířata a vůbec ji neposlouchal. Aby mohl žít, jak chtěl, vytvořil kolem sebe schválně obraz, že je ve skutečnosti starý a velmi zaneprázdněný, a dal si záležet, aby ho znali jen nejstarší členové rodu. Candy pochopila, že se jí Albert snažil být náhradním otcem a nejen pro ni. William Albert litoval ztráty Anthonyho a Steara, aniž by pro ně kdy stihl něco udělat, ale prozradil, že se definitivně rozhodl ji adoptovat díky nim, když mu psali dopisy o jejím těžkém životě u Leaganových. Navíc vypadala jako jeho sestra, Anthonyho matka, která byla zrovna tak dobrosrdečná jako Candy. Společně pak prozkoumali místa a věci, na které měli nejlepší vzpomínky.
Candy se s Georgem vrátila do Chicaga a potají i Albert. Candy přišla oblečená v krásných šatech, ale ta oznámila všem přítomným z rodu Ardleyů, kterých se sjelo hodně, že žádná svatba nebude. Tetička Elroy požadovala vysvětlení. Dveřmi prošel William Albert v nažehleném fraku s tím, že svatbu zakazuje a že od nich nebylo hezké provést na Candy takový komplot. Elroy mu chtěla vynadat, že se má objevit až zítra. O zásnubách ho chtěla informovat až potom, ale na to jí odpověděl, že pak by už bylo pozdě. Neil v Albertovi poznal vandráka, který žil v bytě s Candy a chtěl ho vykázat ven. Tetička Elroy ho okřikla, ať je zticha. William Albert pověděl, že se o něj Candy po celou dobu od jeho ztracení se příkladně starala, aniž by věděla, kým skutečně je, a omluvil se Neilovi, že nemůže dopustit, aby se Candy vdávala proti své vůli. Neil utekl z místa pryč a Albert se přítomným oficiálně představil. Mladé ženy z klanu Ardleyů si pochvalovaly, jak je ještě mladý, a že tetička Elroy konečně může odpočívat. Venku Neila utěšovaly Eliza a jejich matka, že ho vezmou na jih, kde pozná děvčata lepší než Candy. Neil s nadějí souhlasil a Candy, která je z dálky sledovala, se ptala sebe, jestli takhle má vypadat upřímně zamilovaný člověk. Vylezla na strom, kam za ní za chvíli vylezl i strýček William, že na stromě ho hned napadají hezčí myšlenky. Z Candy udělal svou osobní asistentku a po čase ji poslal zpět domů k tetě Pony, tam přece bude nejšťastnější.
Nechal tam uspořádat velkou párty a sám tam dorazil od kopce Pony, oděn v tradičním skotském kiltu, s dudami a s účesem nakrátko. Pro Candy tím byla vyřešena i hádanka, kdo je její princ z kopce. V novinách se dočetla, že se Terry úspěšně vrátil do Broadwaye a znovunastartoval svou kariéru. V Ponyho domě pak už zůstala, aby se tam se stárnoucími sestrami Lane a Pony starala o sirotky.